# Místodržící (zemský správce)
Místodržící (německy Statthalter) je zástupce nadřízené osoby (krále, císaře, prezidenta a podobně), za kterou v určitém správním obvodě (regionu, zemi) přebírá funkci správce. V Českém království to byl zemský správce jako jednotlivec nebo sbor nejvyšších zemských úředníků (a případně dalších osob), kteří zastupovali krále v jeho nepřítomnosti. Po třicetileté válce vedli místodržící veškerou správu, část vojenské správy a některé soudní věci. Výkon jejich funkce byl čestný. V čele českého místodržitelství stál nejvyšší zemský purkrabí. 

## České království

### Před Bílou horou

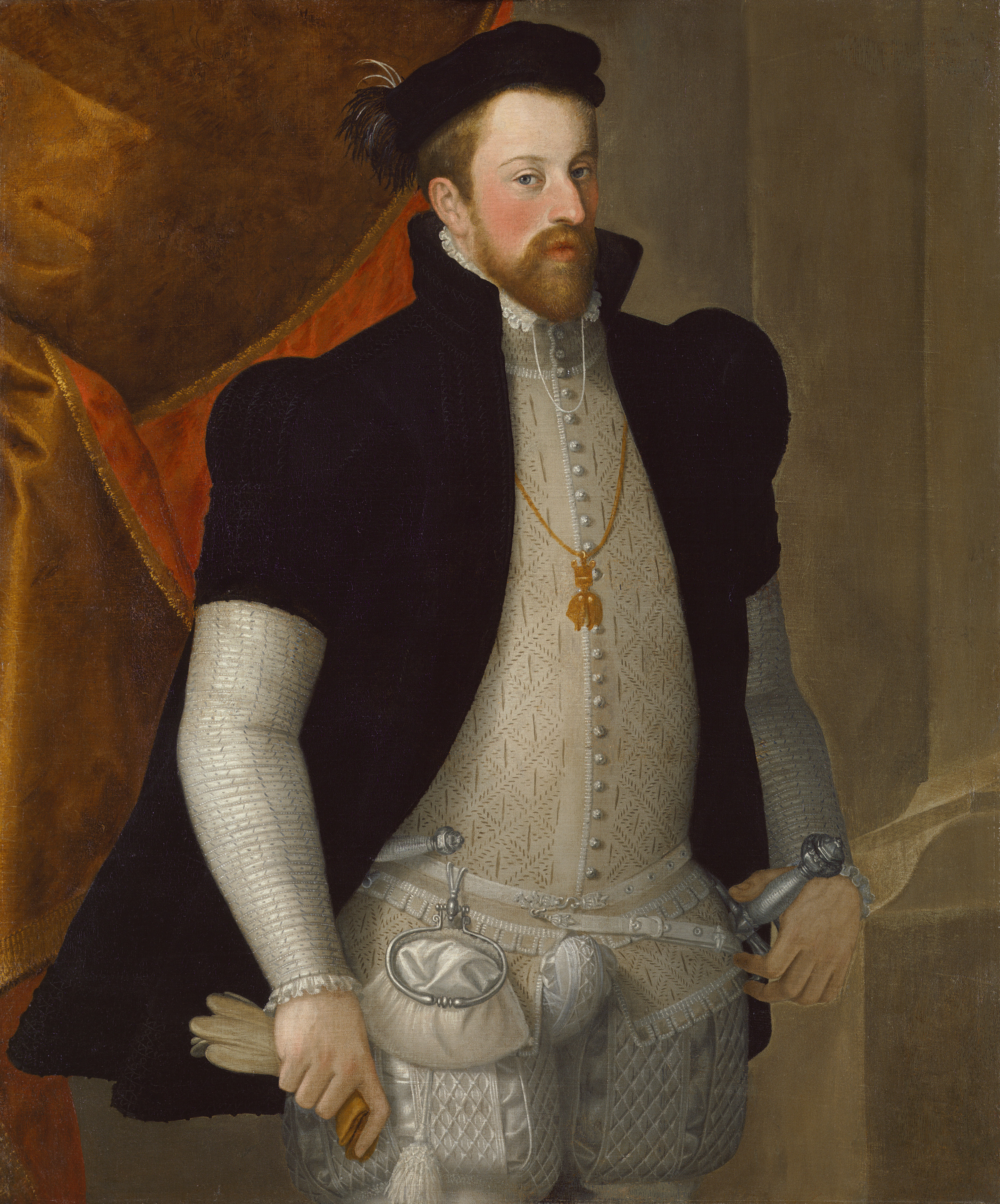
Ferdinand II. Tyrolský, královský místodržící v Čechách v letech 1547–1566

Přestože tato funkce existovala už za Lucemburků a hlavně za Jagellonců, kteří téměř trvale sídlili v Budíně (Vladislav II. Jagellonský (králem 1471–1516) v roce 1508 vymezil pravomoci pro zemské úředníky jakožto pro zástupnou vládu), poprvé se titul místodržící objevil v roce 1547. Tehdy po potlačeném prvním stavovském protihabsburském povstání Ferdinand I. (králem 1526–1564) jmenoval svého mladšího syna arciknížete Ferdinanda II. Tyrolského (1529–1595) zemským správcem (1547–1566) pro Čechy i vedlejší země Koruny české. Po jeho odchodu vedli správu země někteří z nejvyšších zemských úředníků, kteří získali titul místodržící. Císař Rudolf II. (českým králem 1576–1611) pro ně v roce 1577 vydal první přesnější instrukci (Unsere Statthalter, Regenten und Räte unseres Königreichs Böhmen). Místodržících bylo deset, měli samostatnou místodržitelskou kancelář a disponovali pečetí. Měli pravomoc politickou a policejní včetně dohledu nad apelačním soudem. Protože zastupovali panovníka v jeho nepřítomnosti, jejich úřad zanikl v roce 1583, kdy Rudolf II. přenesl svůj dvůr nastálo do Prahy. Po jeho smrti v roce 1612 byl sbor místodržících opět obnoven a fungoval až do Bílé hory. Jmenoval je osobně panovník, vybíral si je z oddaných osob. Katoličtí místodržící byli symbolem nenáviděné císařské moci, proto byli dva z nich Vilém Slavata z Chlumu a Košumberka (1572–1652) a Jaroslav Bořita z Martinic (1582–1649) v květnu 1618 vyhozeni z okna Pražského hradu (třetí pražská defenestrace, počátek stavovského povstání). 

### Po Bílé hoře
Vítěz od Bílé hory bavorský vévoda Maxmilián I. (vévodou 1597–1651, od 1623 kurfiřtem) ustanovil svým plnomocným komisařem v Čechách Karla z Lichtenštejna (1569–1627). 17. ledna 1622 byl jmenován královským místodržitelem – svrchovaným vládcem, který se zodpovídal pouze císaři Ferdinandu II. Jeho titul se několikrát změnil, objevil se také gubernátor. Měl na starosti policii, spravedlnost a válečné záležitosti. Podle císařského nařízení z 12. července 1624 mu asistovali 2 nejvyšší zemští úředníci, 2 přísedící zemského soudu z panského a 2 z rytířského stavu. V komorní agendě mu radili i členové české komory.
Tato netypická správa skončila v roce 1625 po odjezdu Karla z Lichtenštejna do Vídně. Zemi pak spravoval sbor místodržících. Ke změně došlo v roce 1634 kdy císař Ferdinand II. svěřil politickou, vojenskou, finanční i justiční správu Čech svému synovi Ferdinandu III. (českým králem 1637–1657, korunován už v roce 1627) s titulem český gubernátor. Ještě téhož roku se však správa vrátila do rukou místodržících. V roce 1637 jmenoval nový panovník Ferdinand III. nejvyšší zemské úředníky místodržícími s malou změnou, na druhém místě po nejvyšším purkrabím figuroval hrabě Baltasar Marradas (1560–1638), který měl na starosti vojenské záležitosti. V srpnu 1639 císař svěřil politickou a justiční správu země svému bratru Leopoldu Vilémovi (1614–1662) s titulem gubernátor v Čechách, jeho kompetence vymezovala speciálně vydaná instrukce. Neúřadoval sám, ve funkcích zůstali i místodržitelé, v dubnu 1640 předal správu nejvyšším zemským úředníkům jako místodržícím.

### Po vydání instrukce v roce 1715
Místodržitelská kancelář už nebyla pouhou pobočkou královské kanceláře, nýbrž v pobělohorském období byla personálně samostatnou institucí. Podrobnou instrukci vymezující kompetence a úkoly místodržících, jejich kanceláře a personálu vydal císař Karel VI. (českým králem 1711–1740) v roce 1715. Tehdy už byla kancelář rozdělena na 
českou a německou expedici, v čele každé stál sekretář. K nim po třicetileté válce přibyla vojenská expedice, která převzala agendu generálního válečného komisariátu (instrukce pro jeho činnost pochází z roku 1647. Koncem roku 1713 přibyla čtvrtá expedice nazvaná expedit in publicis et diaetalibus.
Podle instrukce z roku 1715 se alespoň pět místodržících mělo zdržovat v Praze, při jednáních v radě museli být kromě nejvyššího purkrabího (direktor) přítomni ještě minimálně tři místodržící. Rozhodovalo se většinou hlasů. Úřední hodiny byly od 9 do 12 hodin, avšak nejvyšší purkrabí, nejvyšší komorník, nejvyšší zemský sudí, prezident české komory a nejvyšší písař směli přijít později, protože se předpokládalo, že mají své povinnosti ve svých úřadech. Dva místodržící byli pověřeni dohledem na činnost kanceláře a revizí zpráv, které vypracovali sekretáři místodržitelské kanceláře. Nižší personál kanceláře tvořili sekretáři, taxátor, registrátoři, expeditoři, protokolista (zapisoval jednání rady), kancelisté (neboli písaři) a akcesisté. 
Oprávnění příslušnosti nejvyšších zemských úředníků k místodržitelskému kolegiu vyplývalo z jejich funkce, přesto je císař zvlášť jmenoval místodržícími a nejvyšší purkrabí je po složení přísahy formálně instaloval. Počet personálu místodržitelské kanceláře se zvyšoval, v polovině 17. století jich bylo 34, v roce 1721 36 a v roce 1746 už 41. 
Během pobytu krále v Čechách činnost místodržitelství ustala a správu bezprostředně převzala česká dvorská kancelář.
Během válek o rakouské dědictví byla dekretem české dvorské kanceláře na konci října 1741 činnost kolegia místodržících zastavena a sbor místodržících nahradila prozatímní čtyřčlenná zemská administrace. Protikrál Karel Albrecht Bavorský (Karel III.) zřídil nejvyšším zemských správním orgánem, který zastupoval panovníka v jeho nepřítomnosti, sedmičlennou zemskou deputaci.
Ve 40. letech 18. století za vlády Marie Terezie (královnou 1740–1780) místodržitelské kolegium tvořili:
- řádní členové:
  - 8 úředníků z panského stavu: nejvyšší purkrabí, nejvyšší hofmistr, nejvyšší maršálek, nejvyšší komorník, nejvyšší zemský sudí, nejvyšší dvorský sudí, velkopřevor maltézského řádu (ve sboru místodržících od roku 1627) a apelační prezident
  - 3 úředníci z rytířského stavu: nejvyšší písař, podkomoří a purkrabí Hradeckého kraje
- 8 supernumerárních (přespočetných, extraordinárních) členů (od 80. let 17. století):
  - jmenováni císařem z příslušníků panského stavu, aby při četných absencích řádných místodržících byla zvýšena prezence při zasedáních
  - byli mezi nimi často viceprezident české komory, hejtmani pražských měst, vrchní berní výběrčí, komorní a apelační radové.

Místodržitelské kolegium zaniklo v roce 1748, kdy bylo nahrazeno zemskou Královskou reprezentací a komorou.

## Moravské markrabství
Po Bílé hoře vedl správu země kardinál František z Dietrichsteinu (olomoucký biskup 1599–1636). Nejdříve měl titul zplnomocněný gubernátor, generální komisař a místodržitel, nakonec jako moravský zemský hejtman. Po jeho smrti funkci místodržitelského kolegia plnil moravský zemský tribunál neboli královský úřad zemského hejtmanství. 

## Slezsko
Po bitvě na Bílé hoře vedl správu ve Slezsku arcivévoda Karel Habsburský (vratislavský biskup 1608–1624).
Později byl zřízen vrchní úřad ve Slezsku (Oberamt).